# 换置 (擊劍)
在擊劍， 换置 指擊劍運動員透過移動來避免或回避攻击。
击剑运动员通常會在沒有优先权的情況下使用换置。而在敵方攻擊後立即攻擊敵方則稱為反击。當雙方著地時， 擁有优先权的一方能夠先行攻擊。因此，换置的目的是在避免或回避攻击的同時，反击對方。. 换置采取的形式有撤退、前進的同時避過敵方的劍、 利用技巧「弗莱切」攻擊、回避、甚至走下戰區。